# Rattus sikkimensis
Rattus sikkimensis es una especie de roedor de la familia Muridae.
Puede ser encontrada en los siguientes países: Bután, Camboya, China, India, Laos, Birmania, Nepal, Tailandia y Vietnam.